# Gryr i Norden
Gryr i Norden är en norsk svartvit dramafilm från 1939 i regi av Olav Dalgard. I rollerna ses bland andra Martin Gisti, Betzy Holter och Ragnhild Hald.

## Handling
På morgonen den 23 oktober 1889 går tändsticksarbetarna vid Bryns och Grønvolds tändsticksfabriker i Oslo ut i strejk mot eländiga arbetsförhållanden.

## Rollista
- Martin Gisti – Karlsen
- Betzy Holter – Andrine, Karlsens fru
- Ragnhild Hald – Halldis
- Solveig Haugan – Maja
- Gunvor Hall – Svart-Anna
- Ragnhild Hagen – Nilsine
- Kolbjørn Brenda	– Adolf
- Jack Fjeldstad – Krestian
- Tryggve Larssen	 – Oscar Nissen
- Joachim Holst-Jensen	 – Christian H.
- Bjarne Bø – Carl Jeppesen, redaktör
- Astri Steiwer – Ernanda holst
- Ingjald Haaland – Bjørnstjerne Bjørnson
- Hans Bille – direktören
- Sigurd Magnussøn – disponenten
- Pehr Qværnstrøm – förmannen
- Olav Dalgard – Hans Jæger

## Om filmen
Gryr i Norden producerades av Arbeidernes opplysningsforbund och Norsk Lydfilm A/S. Filmen regisserades av Olav Dalgard som även skrev manus. Den fotades och klipptes av Reidar Lund och premiärvisades den 6 oktober 1939 i Norge. Musiken komponerades av Jolly Kramer-Johansen.